# Безен
Безен (фр. Besain) насеље је и општина у источној Француској у региону Франш-Конте, у департману Јура која припада префектури Лон ле Соније.
По подацима из 2011. године у општини је живело 153 становника, а густина насељености је износила 11,92 становника/km². Општина се простире на површини од 12,84 km². Налази се на средњој надморској висини од 530 метара (максималној 640 m, а минималној 514 m).

## Демографија
| 1962. | 1968. | 1975. | 1982. | 1990. | 1999. | 2011. |
| ----- | ----- | ----- | ----- | ----- | ----- | ----- |
| 135   | 163   | 146   | 134   | 146   | 180   | 153   |

График промене броја становника у току последњих година